# Język yoron
Język yoron – zagrożony wymarciem język z rodziny riukiuańskiej, używany na wyspie Yoron przez jej rdzennych mieszkańców. W 2004 roku miał 950 użytkowników.